# 陈岸明
陈岸明（1968年6月—），广东揭阳人、中华人民共和国政治人物。现任广东省江门市委书记、市人大常委会主任，以及江门军分区党委第一书记。

## 職業生涯
陈岸明历任担任新华社广东分社农村采访室记者、珠海记者站代理站长、深圳支社记者、珠海记者站站长。广东省珠海市委政策研究室副主任。广东省珠海市委政策研究室主任。广东省珠海市委副秘书长、市委政策研究室主任。广东省珠海市政府党组成员、办公室主任。广东省珠海市政府党组成员、秘书长、办公室主任。广东省湛江市委常委，市政府党组成员。广东省湛江市委常委，市政府党组成员、高新区党委书记。广东省依法治省办常务副主任（正厅职）。广东省委政法委专职副书记、广东省依法治省办主任（正厅职）。广东省委政法委副书记（正厅职）。广东省人民政府副秘书长、办公厅党组成员（正厅职），省信访局党组书记、局长。至今江门市委委员、常委、书记。